# Фабрициус, Барент
Барент Фабрициус (нидерл. Barent Fabritius, 16 ноября 1624, Бемстер — 20 октября 1673, Амстердам) — голландский художник, вероятно, ученик Рембрандта, брат художников Карела и Йоханнеса Фабрициусов.

## Биография
Барент Фабрициус родился 16 ноября 1624 года в Бемстере. 
В 1657—59 гг. он жил в Лейдене, где был членом гильдии св. Луки. По датам, проставленным на картинах, дошедших до нашего времени, видно, что он работал ещё в 1672 г. В этих картинах он является очень неровным: то замечательным мастером, близким к Рембрандту, отличающимся свободой и мягкостью кисти, блеском золотистого общего тона красок и отлично разыгранной светотенью, то посредственным рисовальщиком, суховатым по кисти, впадающим в неестественно-красный тон и неприятную синеватую черноту теней.
Лучшие из его произведений: «Апостол Пётр в доме Корнелия» (Брауншвейгская галерея), «Портрет семейства архитектора в.-д.-Гельма» (Амстердамский музей), «Меркурий и Аргус» (Кассельская галерея), «Семейство за столом» (маленькая картина в Стокгольмском музее), «Поясной портрет пастуха» (Венская академия художеств), «Сретение Господне» (в Штеделевский художественный институт, Франкфурт-на-Майне), «Поклонение пастырей» (Лондонская Национальная галерея) и «Рождество Иоанна Крестителя» (там же).
Барент Фабрициус умер 20 октября 1673 года в городе Амстердаме.